# Millbrook (Nueva York)
Millbrook es una villa ubicada en el condado de Dutchess en el estado estadounidense de Nueva York. En el año 2000 tenía una población de 1429 habitantes y una densidad poblacional de 295 personas por km².

## Historia
El sitio donde se encuentra actualmente Millbrook formaba parte originalmente de una concesión de tierras mucho mayor otorgada en 1697. En los años previos a la Revolución Americana, se establecieron dos asentamientos cercanos: Mechanic y Hart's Village, dentro de los límites de la actual Millbrook.
En 1869, el Ferrocarril Dutchess and Columbia comenzó a operar con una parada llamada Millbrook, llamada así por una granja adyacente. Esta nueva parada ferroviaria se encontraba entre Mechanic y Hart's Village, y las oportunidades económicas que ofreció pronto dieron lugar al desarrollo de una aldea centrada en la parada de Millbrook. Sin embargo, no fue hasta 1895 que Millbrook se incorporó como pueblo.
Millbrook alberga la finca Hitchcock, que Timothy Leary convirtió en un nexo del movimiento psicodélico en la década de 1960, y donde realizó investigaciones y escribió «La experiencia psicodélica».

## Geografía
Millbrook se encuentra ubicada en las coordenadas 41°47′5″N 73°41′16″O / 41.78472, -73.68778. Según la Oficina del Censo, la ciudad tiene un área total de 5 km² (1,9 mi²), de la cual 4,8 km² (1,9 mi²) es tierra y 0,2 km² (0,1 mi²) (2,60 %) es agua.

## Demografía
Según la Oficina del Censo en 2000 los ingresos medios por hogar en la localidad eran de 41 552 $, y los ingresos medios por familia eran 65 417 $. Los hombres tenían unos ingresos medios de 47 917 $ frente a los 31 111 $ de las mujeres. La renta per cápita para la localidad era de 29 114 $. Alrededor del 5,7 % de la población estaba por debajo del umbral de pobreza.